# Campionati europei di vela
I Campionati europei di vela, a differenza di quanto avviene in altre discipline olimpiche, vengono organizzati periodicamente per ciascuna specialità della vela in località diverse. Sono, comunque, tutti sotto l'egida dell'ISAF.

## Campionati europei delle varie specialità

### Campionati europei di 470
I Campionati europei di 470 sono una competizione sportiva annuale organizzata dalla Federazione Internazionale della Vela. La prima edizione si è svolta nel 1966 a Boulogne-sur-Mer.
Il 470 è un natante a vela da regata per due persone, dotata di randa, fiocco e spinnaker.

### Campionati europei di Formula Kite
I Campionati europei di Formula Kite sono una competizione sportiva annuale organizzata dalla Federazione Internazionale della Vela. La prima edizione si è svolta nel 2011 a Sopot.
La Formula Kite è la classe di kitesurf scelta da World Sailing per le Olimpiadi estive 2024. La classe prevede un foil kite e una tavola con un aliscafo. L'attrezzatura non è monotipo, ma i concorrenti utilizzano la loro scelta di attrezzature di produzione approvate.

### Campionati europei di 49er & 49er FX
I Campionati europei di 49er & 49ersono una competizione sportiva annuale organizzata dalla Federazione Internazionale della Vela. La prima edizione si è svolta nel 1997 a Weymouth.
Si tratta di uno scafo planante a svuotamento con trapezi, terrazze regolabili, una grande randa con fiocco autovirante ed un enorme gennaker. Con tali caratteristiche l'imbarcazione risulta molto veloce e spettacolare, tanto che è la deriva a due persone a singolo scafo più veloce che ci sia con un handicap Portsmouth yardstick di 68.8.

### Laser and Laser Radial European Championships
Si sono disputate 37 edizioni, dal 1974 al 2010, le ultime 15 edizioni hanno riguardato anche la classe Laser radial.

### Optimist European Championships
Si sono disputate 28 edizioni, dal 1983 al 2010.

### Mistral European Championships
Si sono disputate 19 edizioni, dal 1987 al 2009.

### Europe Class European Championships
| Edizione | Anno | Sede             |
| -------- | ---- | ---------------- |
| I        | 2002 | Nieuwpoort       |
| II       | 2003 | Palma di Maiorca |
| III      | 2005 | Helsinki         |
| IV       | 2006 | Marsala          |
| V        | 2007 | L'Escala         |
| VI       | 2010 | Pavlov           |

## Competizioni defunte

### Campionati europei di windsurf
I Campionati europei di IQ Foil sono una competizione sportiva annuale organizzata dalla Federazione Internazionale della Vela. La prima edizione si è svolta nel 2006 ad Alaçatı, mentre l'ultima nel 2021
Il windsurf è una specialità della vela che consiste nel muoversi sull'acqua su una tavola principalmente grazie all'azione propulsiva del vento su una vela; nel caso in cui la vela sia di ridotte dimensioni, essa può fungere da elemento complementare alla spinta propulsiva principale generata dalle onde (il cosiddetto wave riding) in maniera del tutto simile al surf da onda.

### Campionati europei di Yngling
I Campionati europei di Yngling (natante) sono una competizione sportiva annuale organizzata dalla Federazione Internazionale della Vela. La prima edizione si è svolta nel 2004 a Stavoren, mentre l'ultima nel 2019.
Lo Yngling è un natante a vela da regata. La classe velica relativa ha fatto parte del programma dei Giochi olimpici di Atene 2004 e Pechino 2008, solo a livello femminile.

## Medagliere
| Posiz. | Nazione                           | Oro | Argento | Bronzo | Totale |
| ------ | --------------------------------- | --- | ------- | ------ | ------ |
| 1      | Francia                           | 45  | 29      | 37     | 111    |
| 2      | Regno Unito                       | 25  | 30      | 26     | 81     |
| 3      | Spagna                            | 22  | 13      | 19     | 54     |
| 4      | Italia                            | 14  | 16      | 18     | 48     |
| 5      | Germania                          | 13  | 18      | 12     | 43     |
| 6      | Paesi Bassi                       | 11  | 19      | 17     | 47     |
| 7      | Polonia                           | 11  | 7       | 23     | 41     |
| 8      | Danimarca                         | 8   | 13      | 2      | 23     |
| 9      | Svezia                            | 8   | 3       | 8      | 19     |
| 10     | Ucraina                           | 7   | 2       | 1      | 10     |
| 11     | Russia                            | 6   | 10      | 5      | 21     |
| 12     | Israele                           | 5   | 13      | 10     | 28     |
| 13     | Grecia                            | 5   | 7       | 4      | 16     |
| 14     | Norvegia                          | 4   | 4       | 1      | 9      |
| 14     | Germania Est                      | 4   | 3       | 2      | 9      |
| 16     | Portogallo                        | 4   | 2       | 1      | 7      |
| 17     | Austria                           | 3   | 6       | 4      | 13     |
| 18     | Slovenia                          | 3   | 5       | 3      | 11     |
| 19     | Croazia                           | 3   | 2       | 3      | 8      |
| 20     | Finlandia                         | 3   | 1       | 4      | 8      |
| 20     | Belgio                            | 2   | 0       | 2      | 4      |
| 22     | Unione Sovietica                  | 2   | 1       | 1      | 4      |
| 22     | Svizzera                          | 1   | 4       | 2      | 7      |
| 24     | Estonia                           | 1   | 0       | 0      | 1      |
| 25     | Monaco                            | 1   | 0       | 0      | 1      |
| 26     | Germania Ovest                    | 0   | 3       | 3      | 6      |
| 27     | Malta                             | 0   | 0       | 1      | 1      |
| 27     | Comunità degli Stati Indipendenti | 0   | 0       | 1      | 1      |
| 27     | Irlanda                           | 0   | 0       | 1      | 1      |
| Totale | Totale                            | 211 | 211     | 211    | 633    |